# Търговище
Вижте пояснителната страница за други значения на Търговище.
Търго̀вище (до 1934 г. – Ескѝ Джумая̀) е областен град в Североизточна България, административен и стопански център на община Търговище и област Търговище. Населението на града според преброяването през 2021 г. е 39 794 жители, с което се нарежда на 25-о място по численост на населението сред градовете в България.
По данни на ГРАО към 15 юни 2024 г. в града живеят 39 749 души по настоящ адрес и 44 458 души по постоянен адрес.

## География

### Местоположение
Градът е разположен в Дунавската равнина, на около 170 m надморска височина, на север от Преславската планина. Намира се на 318 km североизточно от столицата София, на 285 km от Пловдив, на 149 km от Бургас, на 41 km западно от Шумен, на 25 km северозападно от Велики Преслав и на 100 km североизточно от Велико Търново. Близостта на града до изходните пунктове на страната Варна (121 km) и Русе (101 km), както и големи икономически центрове, като Шумен, Търново и Русе, го превръща в естествено стратегическо кръстовище. Средновисокият релеф, спомага развитието както на земеделието, така и на индустриалното производство. Поради опростения релеф е улеснено изграждането на транспортни съоръжения, за разлика
от тежки региони като Родопския например. Градът има много добри условия за развитие на всяка една област. Географските координати на града са 43°13’07’’ с.ш. и 26°24’04’’ и.д. В миналото географското положение на града е играло в различна степен и положителна роля за икономическото му развитие. Разположен между две физико-географски области – Стара планина и Дунавската равнина, той е служил като средище на взаимната размяна на стоки между населението от тези области. Това кръстопътно положение спомага градът да се оформи като оживен пазар.

### Климат
В центъра на града до площад „Независимост“, върху висока жилищна постройка е разположен Градския часовник с електронни табели, който показва часът и температурата. Поставен е на 9 септември 1981 г., върху сградата на бившия градски универсален магазин. Той е конструиран от инженерът-физик Мирослав Мирчев след близо година доброволен труд, и изработен през 1983 г.
| Климатични данни за темпмеретурите (1931 – 1970) и валежите (1931 – 1985) в Търговище | Климатични данни за темпмеретурите (1931 – 1970) и валежите (1931 – 1985) в Търговище | Климатични данни за темпмеретурите (1931 – 1970) и валежите (1931 – 1985) в Търговище | Климатични данни за темпмеретурите (1931 – 1970) и валежите (1931 – 1985) в Търговище | Климатични данни за темпмеретурите (1931 – 1970) и валежите (1931 – 1985) в Търговище | Климатични данни за темпмеретурите (1931 – 1970) и валежите (1931 – 1985) в Търговище | Климатични данни за темпмеретурите (1931 – 1970) и валежите (1931 – 1985) в Търговище | Климатични данни за темпмеретурите (1931 – 1970) и валежите (1931 – 1985) в Търговище | Климатични данни за темпмеретурите (1931 – 1970) и валежите (1931 – 1985) в Търговище | Климатични данни за темпмеретурите (1931 – 1970) и валежите (1931 – 1985) в Търговище | Климатични данни за темпмеретурите (1931 – 1970) и валежите (1931 – 1985) в Търговище | Климатични данни за темпмеретурите (1931 – 1970) и валежите (1931 – 1985) в Търговище | Климатични данни за темпмеретурите (1931 – 1970) и валежите (1931 – 1985) в Търговище | Климатични данни за темпмеретурите (1931 – 1970) и валежите (1931 – 1985) в Търговище |
| Месеци                                                                                | яну.                                                                                  | фев.                                                                                  | март                                                                                  | апр.                                                                                  | май                                                                                   | юни                                                                                   | юли                                                                                   | авг.                                                                                  | сеп.                                                                                  | окт.                                                                                  | ное.                                                                                  | дек.                                                                                  | Годишно                                                                               |
| Абсолютни максимални температури (°C)                                                 | 2,5                                                                                   | 5,7                                                                                   | 10,3                                                                                  | 17,4                                                                                  | 22,4                                                                                  | 26,1                                                                                  | 28,7                                                                                  | 28,7                                                                                  | 24,9                                                                                  | 18,4                                                                                  | 11,6                                                                                  | 5,4                                                                                   | 16,8                                                                                  |
| Средни температури (°C)                                                               | −1,1                                                                                  | 1,0                                                                                   | 4,6                                                                                   | 10,9                                                                                  | 16,0                                                                                  | 19,5                                                                                  | 21,7                                                                                  | 21,3                                                                                  | 17,6                                                                                  | 12,1                                                                                  | 7,1                                                                                   | 1,6                                                                                   | 11,0                                                                                  |
| Средни минимални температури (°C)                                                     | −4,8                                                                                  | −2,8                                                                                  | 0,0                                                                                   | 4,9                                                                                   | 9,7                                                                                   | 13,3                                                                                  | 15,2                                                                                  | 14,7                                                                                  | 11,0                                                                                  | 6,7                                                                                   | 2,4                                                                                   | −2,1                                                                                  | 5,7                                                                                   |
| Средни месечни валежи (mm)                                                            | 45                                                                                    | 41                                                                                    | 37                                                                                    | 53                                                                                    | 74                                                                                    | 85                                                                                    | 63                                                                                    | 52                                                                                    | 36                                                                                    | 44                                                                                    | 57                                                                                    | 59                                                                                    | 646                                                                                   |
| ------------------------------------------------------------------------------------- | ------------------------------------------------------------------------------------- | ------------------------------------------------------------------------------------- | ------------------------------------------------------------------------------------- | ------------------------------------------------------------------------------------- | ------------------------------------------------------------------------------------- | ------------------------------------------------------------------------------------- | ------------------------------------------------------------------------------------- | ------------------------------------------------------------------------------------- | ------------------------------------------------------------------------------------- | ------------------------------------------------------------------------------------- | ------------------------------------------------------------------------------------- | ------------------------------------------------------------------------------------- | ------------------------------------------------------------------------------------- |
| Източник: stringmeteo.com                                                             |                                                                                       |                                                                                       |                                                                                       |                                                                                       |                                                                                       |                                                                                       |                                                                                       |                                                                                       |                                                                                       |                                                                                       |                                                                                       |                                                                                       |                                                                                       |

### Административно деление
Град Търговище е административен център на община и област Търговище. Градът се състои от отделни квартали, жилищни комплекси, паркове и вилни зони.
| Карта                             | Квартали, жилищни комплекси, паркове и вилни зони | Квартали, жилищни комплекси, паркове и вилни зони                                      |
| --------------------------------- | ------------------------------------------------- | -------------------------------------------------------------------------------------- |
| По-големите квартали на Търговище | Жилищни комплекси                                 | Запад 1, Запад 2, Запад 3, Изток 1                                                     |
| По-големите квартали на Търговище | Квартали                                          | Боровец, Бряг, Вароша, Въбел, Калково, Малчо Малчев, Център                            |
| По-големите квартали на Търговище | Паркове                                           | Боровец, Борово око, Градска градина, Гробищен парк, Роден кът, Свети Иван Рилски, Юкя |
| По-големите квартали на Търговище | Вилни зони                                        | Аврамови лозя, Драката, Кованлъка, Серсема, Чокята, Юкя                                |

#### Паркове
През 1932 г. е създаден парк „Борово око“. В края на 1970-те години е изграден парк „Роден кът“.

## История

### Древност
Археологически разкопки в района на Търговище разкриват богата многовековна история, основно място в която заема обособената материална култура „Поляница“ от V-IV хилядолетие пр.н.е. Разкрити са девет селищни могили:
- Селищна могила Текето, населявана през халколита, разположена върху невисоко плато на 3,5 км югоизточно от града в квартал Кос, между реките Калайджи дере и Умник.
- Селище от неолита, разположено на 3,5 км югоизточно от града южно от селищната могила Текето.
- Селище от халколита, разположено в квартал Михаил Петров.
- Селище от ранния неолит, наречено „Поляница – платото“, разположено на 4 км южно от града, в мочурището под платото Поляница. Разкопки през 1973 – 1975 г. на Хенриета Тодорова.
- Селищна могила „Поляница – платото“, населявано трайно през ранния, средния, късния халколит, ранножелязната и късносредновековната епоха. Осем жилищни хоризонта с дебелина на културния пласт 3,5 м със специфини находки идолна пластика. Могилата е разположена на 4 км южно от града, в мочурището под платото Поляница. На 200 м северозападно от селищната могила се намира некропол от ранния и средния халколит. Разкопки през 1973 – 1975 г. на Хенриета Тодорова.
- Селищна могила Търговище – Гарата – датирана от халколита, разположена на 0,5 км североизточно от града, на брега на река Врана, вляво от шосето за Шумен, с диаметър около 100 м и височина 10 – 12 м. Идентифицирана от Васил Миков.
- Селищна могила Омуртаг, от средния и късния халколит, разположена южно от града, вляво от шосето за Омуртаг на брега на река Врана. Съставена е от 4 жилищни хоризонта.
- Селищна могила от халколита, с диаметър 50 м и височина 2 м, разположена на 2 км югозападно от квартал Михаил Петров в горичката, вдясно от черния път.
- Селищна могила от халколита, с диаметър 50 м и височина 4 м, разположена на 3 км северозападно от кв. Михаил Петров.[8]

### Античност
Археологическите сведения в района на днешния град доказват останки от тракийски селища (V-III век пр.н.е.) и селище от римската епоха (II-IV век). От всички регистрирани находки в Търговищко най-голям е броят на тези от периода на античността. Земите на Търговищка област, както и териториите на цялата днешна Североизточна България са населени от многобройните гетски племена. В средата на V в. пр.н.е те са част от състава на Одриското царство, по-късно са съюзници на Александър Македонски, а през III–I в. пр.н.е живеят самостоятелно. На територията на Търговищка област са открити многобройни находки съдържащи тракийско въоръжение. В началото на I в. Римската империя завладява Балканския полуостров, а земите на днешна Търговищка област влизат в състава на провинция Долна Мизия. Античните автори не са отбелязали градове в Търговищкия регион, но с оглед значителните размери на селищата край селата Горско Абланово и Ковачевец и откритите там археологически материали, може да се твърди, че те са имали градски облик.

### Средновековие
Археологическите сведения доказват останки от селище и крепост от ранно-византийската епоха (V-VI век). От намерените край града монети, керамика, битови изделия, се съди за връзките и голямото влияние на центровете Никополис ад Иструм (дн. Великотърновско) и Марцианополис (дн. Варненско). През 5-и и 6 век, характерни стават непрекъснатите набези на варварските племена от север. Император Юстиниан строи редица крепости и стени по тези места. Днешният Търговищки проход през средновековието е обезпечен от подобно укрепление на пътя между Долна Мизия и Тракия. В най-високия край на късноантичната крепост са открити останки от църква от V век, която изглежда продължава да се използва и през Средновековието.
Намерени са останки от селище от Първата българска държава – крепостта Сборище. Според най-нови изследвания, знаменитата битка между кан Крум и император Никифор през 811 г. се е състояла в Търговищкия проход, вместо наложената версия за Върбишкия проход. За това се съди по надпис на каменна плоча намерен край Мисионис. На него ясно се вижда изписването „кан“, т.е. хан, а датировката му е някъде от началото на 9 век. Камъкът е открит преди години на крепостта, но едва сега учените са се заели с разчитането му. Първите податки насочват към това, че през 9 – 10 в. по тези земи на Първото българско царство е имало укрепени крепости, които всъщност са останали още от византийско време и нашите предшественици са ползвали с малко подобрения, оставяйки знаци върху камъните. Този надпис, открита амфора със символа на рода Дуло, редом с изрисуваните върху камък животни, намерени още от проф. Димитър Овчаров, директно препращат към версията, че край Търговище е „Крумовото кале“, както бе известна крепостта Мисионис в народните предания. Напълно възможно е през юли 811 г. именно тук, в прохода Боаза хан Крум да е посрещнал и разбил 60 хилядната византийска войска, водена от василевса Никифор І Геник. Оттук води най-прекият път за Средец, тръгвайки от ограбената Плиска. Освен това в калето са открити множество останки от стрели от различни периоди, което означава, че на това място са се водили тежки сражения. Намерени са също селище и крепост от Втората българска държава.

### Османо-турски период
От 1573 г. в данъчния регистър на Османската империя за първи път се среща старото наименование на селището Ески Джумая. През 1658 г. то става административен център.
Допирът с европейската култура и жаждата за знание подготвят почвата за активна просветна дейност. Още в XVIII век тук е открито килийно училище, което през 1846 г. е преобразувано в светско. В него учителства големият възрожденец Петко Р. Славейков. По това време в града са изградени християнска църква и читалище. Панаирната и занаятчийската слава на Търговище се запазват и в епохата на Възраждането. Развивали се множество занаяти – абаджийство, мутафчийство, гайтанджийство, обущарство и др., като скоро след това градът станал средище на най-известния панаир в европейската част на Османската империя. Градът има своето място в националноосвободителното движение.
Стилиян Чилингиров цитира думите на Мидхат паша при посещение в града, на което той говори пред свои хора:
| „ | – Има ли българи ратаи при турците? – Няма. – А турци ратаи при българите? – Във всяка къща по двама, трима. – Е, как могат българите да бъдат рая, когато те имат търговията и занаятите в ръцете си и като всичко хубаво в града е тяхно? | “ |

Унгарският пътешественик етнограф и художник Феликс Каниц, при посещението си в града в навечерието на Освобождението, споменава че той е преимуществено мюсюлмански, с осем турски махали от около 1400 къщи и три български махали с около 400 къщи. Според него българските били по-солидно построени, отколкото турските.
През 1872 г. Ангел Кънчев създава таен революционен комитет. Народните будители Сава Геренов и Сава Катрафилов сеят семената на знанието и прогреса. Тук е роден Никола Симов (Куруто) – знаменосец на Ботевата чета.

### Освобождение
С настъплението на руската армия на 27 януари 1878 година, събралите се от града и околни села турци започнали да се изселват с редовната турска армия към Шумен. В града останали някои от придошлите от селата турци, черкези и въоръжен под предводителството на Къзъли Юсуф, Кючук Али и Джун Ахмед, които подложили града. Били запалени панаирът, чаршията и българската Срещна махала. Изгорели заедно със стоката си около 400 дюкяна, 7 хана, 50 – 60 български и турски къщи, както и прочутата кула на градския часовник. Общият брой на жертвите бил около 485 души. Но някои не избрали бягството, а с оръжие в ръка се събрали в отделни къщи със семействата си и се отбранявали. Най-добре организирана била защитата в старата махала Варош. Хаджи Илия х. Марков, предупреден от Замък Ефенди, че турците се готвят да бягат, накупил барут и патрони, и заедно със сина си подготвил голямо количество муниции. Щом започнали палежите, местните български първенци се събират в къщата на Васил Маньоолу, решавайки да свикат населението от цялата махала и да се защитават. Събрали се към 350 – 400 души. Но не навсякъде отбраната имала успех – закланите, застреляни, обесени били много. Не била пощадена и църквата.
В книгата „Страданието на Българите“, издадена в Пловдив през 1889 г., се описва:
| „ | ...след като турците отдалечили от града семействата си, под предводителството на Къзили Юсуфа, Инджили Оглу Ахмеда, Кючук-Али Иджун Ахмеда с едно отделение войска и черкези, запалили чаршията и българската махала откъм десния бряг на дола Врана, впуснали се с пушки и голи ножове в ръце, мъчили за пари и изтезавали, жени безчестели, моми изнасилвали, на майки из ръцете деца грабили и на две ги разсичали, трудни жени разпаряли и рожбата им убивали, на старците ушите рязали, на някои с ножовете си очите извъртявали и най-после с пушка или нож ги умъртвявали. | “ |

Виждайки безизходното положение, неколцина смели граждани, разделени на две групи, прехвърлили Балкана, търсейки руска помощ за града. Едната група – Пеньо Стоянов, Бандю Димитров, Геньо Димитров, Васил Стойков и Доси Тодоров, преминали край с. Разбойна и навлезли в Балкана през Боаза, минала край Вардун и приближила Осман пазар. Другата група, начело със Сава Севов и Стоян Митрев се озовала при русите, преминавайки през с. Божурка. Групата на Пеньо Стоянов била заловена от руски патрул и той докладвал на генерал-лейтенант Казимир Ернрот за трагичното положение на Ески Джумая. Сформиран бил отряд под предводителството на руския полк. Карганов от три батальона на Охотинския полк, една сотня казаци и две оръдия. Частта незабавно се отправила към града и на 29 януари 1878 година той бил освободен. На следващия ден, по решение на руското командване, петима от заловените били осъдени и обесени публично заради деянията си.

### Следосвобожденски период (1878 – 1944)
През 1934 година градът е преименуван на Търговище, както е и до днес.
- Изглед от югозапад към стария български квартал „Вароша“, в центъра на който е църквата „Успение Богородично“, 1930 г.
- Сградата на училище „Христо Ботев“ през 1931 г.
- Добруджанския конгрес в Ески Джумая през 1923 г., на който се взема решение за създаване на ВДРО.

## Население

### Брой и динамика
Според последното преброяване през 2021 г. населението на града е 33 401 души (или 68,06% от населението на общината и 34,03% от населението на областта.).
В периода преди освобождението населението стремително нараства. След Освобождението до 1944 г. тази тенденция се запазва. Според първото преброяване от 1887 градът има 8519 души, през 1946 – 10 561 души. След началото на индустриализацията през 1950-те години, населението главно механично, нараства с много бързи темпове, като през 1985 г. достига до 46 522 души.

#### 1880 – 1926 г.
Численост на населението в периода 1880 – 1926 г.:
| \| Година на преброяване \| Численост \| \| --------------------- \| --------- \| \| 1880 \| 9197 \| \| 1887 \| 8519 \| \| 1892 \| 8840 \| \| 1900 \| 8826 \| \| 1909 \| 9549 \| \| 1910 \| 9388 \| \| 1920 \| 10 389 \| \| 1926 \| 10 490 \| |           |
| Година на преброяване | Численост |
| 1880 | 9197      |
| 1887 | 8519      |
| 1892 | 8840      |
| 1900 | 8826      |
| 1909 | 9549      |
| 1910 | 9388      |
| 1920 | 10 389    |
| 1926 | 10 490    |

#### 1934 – 2021 г.
Численост на населението според преброяванията в периода 1934 – 2021 г.:
| \| Година на преброяване \| Численост \| \| --------------------- \| --------- \| \| 1934 \| 12 336 \| \| 1946 \| 12 430 \| \| 1956 \| 15 822 \| \| 1965 \| 27 543 \| \| 1975 \| 38 827 \| \| 1985 \| 46 062 \| \| 1992 \| 43 016 \| \| 2001 \| 40 659 \| \| 2011 \| 37 611 \| \| 2021 \| 33 401 \| |           |
| Година на преброяване | Численост |
| 1934 | 12 336    |
| 1946 | 12 430    |
| 1956 | 15 822    |
| 1965 | 27 543    |
| 1975 | 38 827    |
| 1985 | 46 062    |
| 1992 | 43 016    |
| 2001 | 40 659    |
| 2011 | 37 611    |
| 2021 | 33 401    |

### Етнически състав
Според преброяването от 1885 г. в града живеят 9558 души, от които 5976 турци, 3250 българи, 331 цигани и един евреин. Българите живеели във „Варуш махала“ (днес част от квартал Вароша).
Численост и дял на етническите групи според преброяванията през 1880, 1969 и 2011 г.:
|                     | Численост | Численост | Численост |                     | Дял (в %) | Дял (в %) | Дял (в %) |
| 1880                | 1969      | 2011      | 1880      | 1969                | 2011      |           |           |
| Общо                | 9 197     | 31 241    | 37 611    | Общо                | 100,00    | 100,00    | 100,00    |
| Българи             | 4 339     | 25 915    | 27 825    | Българи             | 47,1      | 85,8      | 73,98     |
| Турци               | 4 587     | 3 682     | 6 222     | Турци               | 50,0      | 9,2       | 16,54     |
| Цигани              | –         | 1 572     | 633       | Цигани              | –         | 4,6       | 1,68      |
| Други               | 271       | 72        | 138       | Други               | 2,9       | 0,23      | 0,36      |
| Не се самоопределят | –         | –         | 235       | Не се самоопределят | –         | –         | 0,62      |
| Неотговорили        | –         | –         | 2 558     | Неотговорили        | –         | –         | 6,80      |

## Образователна структура
В града функционират 8 гимназии, 4 основни училища и 1 помощно училище.

### Гимназии
| Изображение | Наименование                                            | Година на основаване | Брой ученици    | Директор                          | Адрес                               | Уебсайт                      |
|             | 1-во средно училище „Свети Седмочисленици“              | 1846 г.              | 1200            | Севдалина Зафирова                | ул. „Капитан Данаджиев“ № 22        | 1su-tg.com; 1sou-tg.ucoz.net |
|             | 2-ро средно училище „Професор Никола Маринов“           | 1970 г.              | 1500            | Анета Куманова                    | ул. „Трайко Китанчев“ № 39          | 2su-tg.com; 2sou-tg.ucoz.com |
|             | ПГИИ „Джон Атанасов“                                    | 1970 г.              | 530             | Георги Николов                    | ул. „Братя Миладинови“ № 42         | pgii-targovishte.com         |
|             | ПГТХВТ „Алеко Константинов“                             | 1960 г.              |                 | Йордан Шиваров                    | бул. „29 януари“ № 10               | pgthvt-tg.com                |
|             | ПТГ „Цар Симеон Велики“                                 | 1965 г.              |                 | Николай Николов                   | ул. „Александър Стамболийски“ № 29  | ptgtg.ucoz.com               |
|             | Професионална гимназия по електротехника и строителство | 2000 г.              |                 | Иваничка Дянкова                  | бул. „Александър Стамболийски“ № 27 | pges-tg.com                  |
|             | Професионална гимназия по земеделие                     | 1952 г.              |                 | Стела Стефанова                   | ул. „Цар Симеон“ № 27               |                              |
|             | Спортно училище „Никола Симов“                          | 1985 г.              | 126 (2021/2022) | Надежда Пенева Коева (от 2020 г.) | ул. „Цар Симеон“ п.к. 134           | sportno-nsimov.com           |

### Основни училища
| Изображение | Наименование                                  | Година на основаване | Брой ученици    | Директор                              | Адрес                | Уебсайт                    |
|             | 1-во основно училище „Христо Ботев“           | 1846 г.              |                 | Димитър Алексиев                      | ул. „Иван Вазов“ № 2 | 1ou.ucoz.com               |
|             | 2-ро основно училище „Никола Йонков Вапцаров“ |                      | 275 (2007/2008) | Таня Петкова                          | ул. „Руен“ №19       |                            |
|             | 3-то основно училище „Петко Рачов Славейков“  | 1979 г.              |                 | Наталия Миланова                      | ул. „Бяло море“ № 24 | 3ou-tg.ucoz.ru; 3ou-tg.com |
|             | 4-то основно училище „Иван Вазов“             | 1988 г.              |                 | Бойка Йорданова Сотирова (от 2010 г.) | жк. Запад 2          | 4ou-tg.com                 |

### Помощно училище
- ПУИ „Д-р Петър Берон“

### Детски градини и ясли
- Детски градини: „Пчелица“, №7 „Снежанка“, №1 „Веселушко“, №2 „Осми Март“, №11, „Пролет“, №8 „Слънце“, „Приказка“.
- Детски ясли: №1 „Първи юни“, №2, №3 „Мечо Пух“, №5.

## Религия
Делът на православните християни в града е 70,5%, а на мюсюлманите – 22,8%. В Търговище функционират три православни църкви и една джамия (Сахат джамия).
Градът е център на Търговищката духовна околия към Варненска и Великопреславска епархия на Българската православна църква, която има 3 църкви („Свети Иван Рилски“, „Св. Успение на Пресвета Богородица“, „Света Троица“) и 2 параклиса („Свети Димитър“, „Св. Григорий Богослов“) в територията на града.

### Храмове
| Изображение | Храм                  | Вид на храма       | Изграждане     | Адрес                                       |
|             | „Успение Богородично“ | православна църква | 1847 – 1851 г. | ул. „Любен Каравелов“ №15, квартал „Вароша“ |
|             | „Свети Иван Рилски“   | православна църква | 1912 – 1936 г. |                                             |
|             | „Света Троица“        | православна църква | 1912 – 1918 г. | квартал „Въбел“                             |
|             | Сахат джамия          | джамия             | 1722 г.        | ул. „Уилям Гладстон“ №4А                    |

## Политика

### Кмет
Първи кмет на града след освобождението на България е сливенският възрожденец Христо Самсаров. Кметове в периода след падането на комунистическия режим са Петър Карагеоргиев (1990 – 1999) и Красимир Мирев (1999 – 2015), и двамата издигани от БСП, която е наследник на БКП. През 2015 г. за кмет е избран д-р Дарин Димитров, издигнат от листата на ГЕРБ.

### Общински съвет
Сградата на Общински съвет – Търговище е разположена срещу площад „Свобода“. Общинския съвет се състои от 33 места. На последните местни избори през 2019 г. общински съветници получават: ДПС – 14, ГЕРБ – 13, местна коалиция „БСП за България“ (БСП за България и АБВ) – 5 и местна коалиция движение „Заедно за промяна“ – 1. Избрани общински съветници са:
| Име                         | Партия или коалиция             |
| --------------------------- | ------------------------------- |
| Хамди Мехмедов Илиязов      | ДПС                             |
| Емине Феимова Якубова       | ДПС                             |
| Танер Исмаилов Ахмедов      | ДПС                             |
| Хабибе Мехмедова Рамаданова | ДПС                             |
| Синан Еролов Самиев         | ДПС                             |
| Селиме Хюсеинова Азиз       | ДПС                             |
| Мехмед Орлинов Младенов     | ДПС                             |
| Сюзан Сейфетинова Мехмедова | ДПС                             |
| Емрах Ерджанов Шюкриев      | ДПС                             |
| Ипек Бюлентова Юсуфова      | ДПС                             |
| Актер Недретова Шакирова    | ДПС                             |
| Сунай Кемалов Хасанов       | ДПС                             |
| Тахир Джемалов Тахиров      | ДПС                             |
| Алдин Андонов Топалов       | ДПС                             |
| Дарин Иванов Димитров       | ГЕРБ                            |
| Дарина Йорданова Костова    | ГЕРБ                            |
| Гергана Руменова Цонева     | ГЕРБ                            |
| Димчо Тодоров Димов         | ГЕРБ                            |
| Анета Иванова Куманова      | ГЕРБ                            |
| Таня Димитрова Станкова     | ГЕРБ                            |
| Мария Димитрова Николова    | ГЕРБ                            |
| Турхан Билял Хаджиибрямолу  | ГЕРБ                            |
| Никола Стоянов Найденов     | ГЕРБ                            |
| Весела Димова Василева      | ГЕРБ                            |
| Христо Стойнев Харалампиев  | ГЕРБ                            |
| Пламен Владимиров Белколев  | ГЕРБ                            |
| Борис Костадинов Димитров   | ГЕРБ                            |
| Рая Георгиева Матева        | МК „БСП за България“            |
| Светослав Иванов Стефанов   | МК „БСП за България“            |
| Емил Александров Димитров   | МК „БСП за България“            |
| Илия Светлозаров Илиев      | МК „БСП за България“            |
| Диян Русев Дечев            | МК „БСП за България“            |
| Петър Данчев Илиев          | МК движение „Заедно за промяна“ |

### Международни контакти
Търговище има 9 побратимени града:
| Емблема | Град                 | Държава    | Година |
|         | Котбус               | Германия   | 1988   |
|         | Търговище            | Румъния    | 1999   |
|         | Козани               | Гърция     | 2002   |
|         | Санта Мария да Фейра | Португалия | 2002   |
|         | Ватерлоо             | САЩ        | 2002   |
|         | Смоленск             | Русия      | 2003   |
|         | Краснодар            | Русия      | 2004   |
|         | Болград              | Украйна    | 2009   |
|         | Сюрен                | Франция    | 2011   |

## Държавни институции
Държавни институции в Търговище:
- Областна дирекция на МВР – Търговище. Отдели на дирекцията са „криминална полиция“, „охранителна полиция“ и „разследване“. Под неин контрол са районните управления в Търговище, Попово и Омуртаг.[19] Разположена е на адрес: ул. „Спиридон Грамадов“ № 36
  - Районно управление „Полиция“ – обслужващо територията на община Търговище, разположено е на адрес: бул. „Трайко Китанчев“ №39[20]
- Районен съд Търговище – обслужва населението на община Търговище. Разположен е на адрес: ул. „Славейков“ №59. От март 2023 г. председател на съда е Тодор Димитров.[21] Създаден е през 1880 г. като Мирови съд, през 1934 г. е преименуван на Околийски съд, през 1944 г. става Околийски народен съд, а от 1952 до 1972 г. се нарича Народен съд.[22]
- Окръжен съд Търговище – обслужва населението на област Търговище. Създаден е през 1959 г. след новото административно деление на територията на Народна република България.[23] От 2021 г. председател на съда е Татяна Даскалова.[24]

## Икономика

### Вторичен сектор

#### Производство и преработка на стъкло
През април 2003 г. холдинга „Шишеджам“ връчва официално „Писмо за намерение“ към правителството на Симеон Сакскобурготски за изграждането на завод за производство и преработка на стъкло в България, като първоначално компанията възнамерява да построи завода си в Русе, но след направен анализ е решено той да бъде в Търговище. Правителството решава да предостави имот – частна държавна собственост, с площ 840,495 декара в квартал Въбел на „Тракия глас България“ ЕАД. В началото на януари 2004 г. е организирана среща с холдинга Шишеджам, при която е сключено споразумение за строеж на завод за стъкло в Търговище.
През юли 2005 г. е отворен първият завод на Шишеджам в Търговище, който е за домакинско стъкло с марката „Пашабахче“. През март 2006 г. дъщерното дружество „Тракия Глас България“ ЕАД отворя втори завод в Търговище, за производство на плоско стъкло. През февруари 2011 г. е открит завод за производство на автомобилни стъкла, като при откриването му постъпват на работа 130 души. През 2015 година производството на домакинско стъкло е обособено в отделно дружество „Пашебахче България“.
Към 2017 година градът е най-големият център на стъкларската промишленост в България с около 60% от обема на продажбите на отрасъла.

#### Военно-ремонтен завод
В града функционира военно-ремонтен завод „Терем – Хан Крум“, който е част от държавния холдинг „Терем“. Той е наследник на основания през 1966 г. военно-ремонтен завод „Завод 17“, осъществявал – ремонт на автомобилни двигатели и радиоремонт, ремонт на танкове и производство на нови детайли, възли и агрегати за бронетанковата техника на въоръжение в Българската армия. През 1969 г. се преименува в МЗ „Хан Крум“. През 1978 г. месечно в завода се извършва основен ремонт на 22 танка, като броят на служителите достига около 5000 души.

#### Производство на акумулаторни батерии
До 2019 г. функционира заводът за батерии за подводници на американската компания „Енерсис“.

#### Производство на кабели и кабелни системи
От ноември 2014 г. в града функционира завод за производството и разработването на кабели, електрически материали и съпътстващи стоки в областта на комуникационни технологии, пренос на електрическа енергия, технологии за електро, електроника и други индустрии – „Ховаг“ ЕООД. Той е дъщерна компания на швейцарския холдинг „Ховаг“. През годините броят на служителите постоянно нараства, като към 2022 г. те са 180.

#### Производство на мебели
В града има няколко предприятия за производство на мебели, най-голямо от които е Мебел стил (основано през 1994 г.).

#### Производство на хранителни стоки

##### Производство на напитки
В града функционира предприятие за производство вина и спиртни напитки – ЛВК Винпром, основано през 1947 г. чрез сливането на няколко малки изби в района на Търговище. Днес негов собственик е Петко Матеев.

##### Производство млечни продукти
Един от производителите на млечни продукти в града е Мизия Милк, предприятието е основано през 2001 г.

### Третичен сектор

#### Търговия
По-големи магазини на вериги за хранителни стоки в Търговище са Кауфланд (1 магазин), Булмаг (4 магазина) и Лидл (1 магазин).

## Транспорт

### Въздушен транспорт
До 10 ноември 1999 г., на 15 км от града, в землището на село Буховци се е намирало Летище Търговище. В началото на 1998 г. е закрито за полети. До 1989 г. летището е осъществявало редовни полети за София.

### Автобусен транспорт
Автогара Търговище е разположена на бул. „Никола Маринов“ №5. Тя е собственост на „Търговище Автотранспорт“ ЕООД. Обслужва направления до основни административни центрове на страната.

#### Градски транспорт
Линии на градския транспорт и местата на техните спирки:
- № 3: ЖП гара – ул. „29 януари“ – ул. „Гладстон“ – ул. „Хаджи Димитър“ – бул. „Митрополит Андрей“ – ул. „Трети март“ – бул. „Трайко Китанчев“ – бул. „Александър Стамболийски“ – кв. Въбел (31 курса в двете посоки на ден, в интервала между 5:30 – 6:00 и 22:23 – 20:45 ч., през половин час)[37]
- № 4: ЖП гара – ул. „29 януари“ – бул. „Васил Левски“ – ул. „Кюстенджа“ – ул. „Паисий“ – бул. „Митрополит Андрей“ – бул. „Александър Стамболийски“ – бул. „Трайко Китанчев“ – Гаражи (кв. Запад 2) – Канала – КАТ – Язовира – Момина чешма (вилна зона „Кованлъка“) – Ягода – местност „Парка“ (в Преславската планина) – Обръщало;
 6:10, 7:30, 8:50, 12:20, 14:50, 17:30 часа (Зимно делнично време: 1 ноември – 30 април); 6:10, 7:30, 8:50, 12:20, 14:50, 17:30, 18:50 часа (Лятно делнично и празнично време: 1 май – 31 октомври); 7:30, 8:50, 12:20, 14:50, 17:30 часа (Зимно празнично време: 11 ноември – 30 април)[38]
- № 6: Болницата – кв. Бряг – с. Съединение; от 8:30, 12:45, 16:30, 17:45, 19:00 часа (Целогодишно делнично)[39]
- № 10: ЖП гара – ул. „29 януари“ – ул. „Гладстон“ – ул. „Хаджи Димитър“ – бул. „Митрополит Андрей“ – ул. „Трети март“ – Гаражи (кв. Запад 2) – бюл. „Сюрен“ – бул. „Трайко Китанчев“ – бул. „Александър Стамболийски“ – кв. Запад 3 (Интервали на движение: Делнично от 7:00 до 8:00 ч. на 7 – 9 минути, от 19:30 до 21:00 ч. на 14 – 16 минути, през останалото време на 9 – 11 минути; Празнично от 7:00 до 8:00 ч. на 9 – 11 минути, през останалото време на 14 – 16 минути)[40]
- № 11: с. кв. Запад 3 – бул. „Александър Стамболийски“ – бул. „Трайко Китанчев“ – кв. Запад 2 – ул. „Трети март“ – ул. „Паисий“ – Гробищен парк (Изпълнява се само празнично. От кв. Запад 3 тръгва от 8:30 ч. и 9:30 ч., от Гробищен парк час на тръгва в 10:30 ч.)[41]

### Железопътен транспорт
През територията на града минава железопътна линия №2, между София и Варна. Участъкът свързващ Търговище е построен през 1899 г. Преминават бързи влакове, също така и пътнически между Горна Оряховица и Шумен. Железопътна гара Търговище е разположена в северната част на града, на улица „29–ти януари“ в „Индустриална зона“. Тя осигурява нормален режим на приемане и изпращане на пътници и товари до всички големи центрове в страната.

## Здравеопазване
За здравеопазването на града се грижат редица здравни заведения – частни, общински и държавни.

### Заведения за здравни услуги
Болници:
- МБАЛ Търговище – разположена на бул. „Сюрен“ №1, кв. Запад
- Специализирана очна болница и медицински център „д-р Тасков“ – разположена на ул. „Георги Бенковски“ №5
- Специализирана Хирургична Болница за активно лечение „Папуров“ – разположена на ул. „Пирин“ №16

Спешна медицинска помощ:
- Спешна медицинска помощ – разположена на ул. „Васил Петлешков“ №27

Медицински центрове:
- Диагностично консултативен център 1 – Търговище – разположен на ул. „Преслав“ №14
- Медицински център Вита-Ирис
- Център за психично здраве – разположен на бул. „Трайко Китанчев“
- Медицински център д-р Симеонов – разположена на ул. „Хаджи Димитър“ №2
- Медицински Център „Солигена“
- Медицински център – д-р Бонева – разположен на ул „Цар Иван Асен“ №5

## Медии
През 1945 г. е създадена служба „Високоговорителна уредба“ – Търговище, от 1951 г. работи Радиотранслационен възел – Търговище, след 1977 г. Градска радиоредакция, след 1989 г. Общинска радиоредакция, след 1993 г. Общинско Радио Търговище, от 2003 до 2012 г. „Ново Радио Търговище“.
През 1995 г. се създава Юниън телевижън, която създава свой клон в Търговище. Програмите на телевизията съдържат филми, новини и собствени предавания. През 2000 г. кабелната мрежа на „Юниън телевижън“ е продадена на „Кейбъл България“ и телевизионният канал е преименуван на Ден ТВ. Започва излъчването на Ден – Търговище. През ноември 2003 г. Съветът за електронни медии заличава регистрацията на програма „Ден“ на „Юниън телевижън“. Като причина са посочени нарушения в предаването „От телефон до микрофон“ на Ник Щайн, в което, според председателя на СЕМ – Райчо Райков разпалва етническа вражда. През 2004 г. са закрити и регионалните канали на телевизия Ден.
През 2000-те и 2010-те години с период на прекъсване излъчва телевизия Ер Джи Вижън (NRG Vision) – Търговище.
Телевизия КИС 13 от Русе е единствен регионален телевизионен канал за областите Разград и Търговище. От 2003 г., чрез преки предавания и постоянните си кореспонденти, информира жителите на региона, отразявайки всички важни събития и обществени прояви. Телевизията следи на живо заседанията на Общински съвет – Търговище.
На 16 април 1959 г. е създаден вестник „Знаме“. През 1997 г. е създаден частния областен вестник „Търговищки новини“, в който от създаването му работи местния журналист Борислав Курдов.
През 2008 г. бившия общински съветник Красимир Русев създава свой блог, а през 2018 г. създава своето авторско предаване „Думи от упор“, което излъчва в Ютюб. В предаването изразява гражданска си позиция и анализира проблемите в Търговище и региона.
На 6 декември 2010 г. стартира информационният портал за град Търговище и региона – TargovishteBg.com. Той е частна електронна медия и предлага новини в реално време, проследява събитията от политически, икономически, обществен, културен и спортен характер.
На 14 май 2022 г. в Търговище е открит Национален пресклуб на Българската телеграфна агенция (БТА). Разположен е в центъра на града, в сградата на Областната администрация, на ул. „Стефан Караджа“ № 2.

## Култура

### Музеи
Музеи в Търговище са:
- Свещарова къща – възрожденска къща музей, построена през 1860 г.
- Славейково училище – бивше възрожденско училище, построено през 1863 г. През 1963 г. е обявено за музей.
- Хаджиангелова къща – възрожденска къща музей, построена през 1863 г. Разположена е на ул. „Раковски“ № 14.
- Къща музей на Никола Симов-Куруто

#### Регионален исторически музей
Регионалният исторически музей е създаден през 1951 г. През 1960 г. придобива статут на окръжен. Понастоящем той е регионален. Разположен е на бул. „Митрополит Андрей“ №2. Негов директор е Магдалена Жечева. Музеят е общоисторически, в структурата му влизат пет главни отдела:
- Археология
- История на България XV – XIX век (обхваща по-голяма част от периодът на българските земи под османско иго)
- Нова и най-нова история (обхваща периодът на Третата българска държава)
- Етнография
- Фондове

Разполага с над 25000 музейни експоната. Четири са обектите на музея – Археологическа експозиция в старото училище „Хаджи Руси“, Етнографска експозиция в Хаджиангеловата къща, Къща музей на Никола Симов-Куруто, възрожденското училище „Свети Седмочисленици“. В първите три обекта експозициите са постоянни, а във възрожденското училище се представят временни експозиции. Музеят развива научноизследователска и издателска дейност. Организира образователни програми и археологически проучвания.

### Паметници
| Изображение                                                                                   | Наименование                                   | Описание |
| Паметникът на Кан Крум (Конника) през 2007 г., разположен на 8 км от града в прохода „Боаза“. | Паметник на кан Крум (Конника)                 | Монумент на кан Крум, разположен на 8 км от града, в местността „Крумово кале“ в прохода „Боаза“. Открит е през 1967 г. в местността „Юкя“ над града. Предизвиквайки, вълна негативни реакции относно неговото местоположение през 1977 г. е преместен където е и днес. |
| Паметникът на Никола Симов през декември 2016 г.                                              | Паметник на Никола Симов                       | Паметник на знаменосеца от четата на Христо Ботев – Никола Симов-Куруто, роден в Ески Джумая (Търговище). Открит е през 1963 г. пред площад „Независимост“, като през 1987 г. е демонтиран. През 1992 г., по предложение на общински съветници от БНРП се приема паметникът да бъде поставен. Монтиран е на 31 август 1993 г. зад Славейковото училище, на оживено кръстовище до реката.                           |
| Паметник на генерал Казимир Ернрот през декември 2016 г.                                      | Паметник на Казимир Ернрот                     | Паметник на руския генерал от финландски произход Казимир Ернрот, участник в Руско-турската война, освободител на редица градове в североизточна България и пръв съветник на княз Александър Батенберг. |
|                                                                                               | Паметник на Незнайния воин (Войнишки паметник) | Увековечава 49 офицери, 67 подофицери и 825 войници от Търговище и околията, загинали във войните. През Сръбско-българската война (1885), Първата балканска война (1912 – 1913) и Първата световна война (1915 – 1918). Допълнително е поставен релеф в памет на загиналите при участието на България във войната срещу Третия Райх през 1945 г.                                                                   |
|                                                                                               | Паметник на българо-руската дружба             | Разположен в парк „Боровец“, на мястото на стари руски гробища. Той е посветен на загиналите в района руски, румънски, финландски и български войни по време на Освободителната война. Всяка година, по традиция, на 3 март, след тържественото издигане на българското знаме на централния площад „Свобода“, гражданите на града организират тържествено шествие до паметника, за да отдадат почит пред жертвите. |
|                                                                                               | Паметник против фашизма                        | Паметник на загиналите против фашизма, с изписани 39 имена от комунистическия режим в България. Разположен е в парк „Св. Иван Рилски“. |
|                                                                                               | Бюст-паметник на Михаил Петров                 | Командир на Търговищкият партизански отряд, който действа в околностите на Търговище и Разград по време на партизанското движение в България (1941 – 1944). Разположен е в Градската градина. |
|                                                                                               | Бюст-паметник на Симеон Филипов                | Един от учредителите и деятелите на БРСДП. Разстрелян в гарнизонно стрелбище на 26 юни 1942 г. Разположен е в Градската градина. |

### Сгради и съоръжения
| Изображение | Наименование                                               | Описание |
| | Касъровата къща                                            | Построена от хаджи Михал Хаджирусев в началото на 70-те години на XIX век. Името на къщата произлиза от собственика и Георги Касъров (полковник от запаса, член на Демократическия сговор, кмет на град Търговище през 1924 г.). Тя е разположена до църквата „Успение Богородично“ в квартал „Вароша“. Днес е преобразувана на механа. |
| | Къща на Съюза на Архитектите                               | Къщата е паметник на културата с местно значение. Тя е свързана посредством „комшулуци“ със съседните две възрожденски къщи. Двуетажната сграда, разположена в китен двор с високи дувари. Реставрирана е през 1979 г. Намира се на ул. „Екзарх Йосиф“ №13 в квартал „Вароша“.                                                          |
| Сградата на Хеброс банк през 2006 г. | Бившата сграда на Земеделската банка, по-късно Хеброс банк | Сградата е паметник на културата от местно значение. Строена е в периода 1909 – 1915 г. по немски образец. Открита е на 19 ноември 1915 г. Била е една от най-красивите сгради в тогавашна Ески Джумая (днешно Търговище). През годините дори се превръща в естествен център за общоградски събирания и тържества.                      |
| Сградата на банка ДСК през 2006 г. | Сградата на банка ДСК                                      | Сграда на бившата Популярна банка – Търговище. Открита е на 1 януари 1931 г., а през същата година е построен и градският часовник на самата сграда, и е поставена камбана. |
| Изглед към Фонтанът с делфините и към площад „Свобода“ през 2008 г. От ляво на дясно се виждат сградите на Общинска администрация, хотел „Мизия“ и Областна администрация. | Фонтанът с делфините                                       | Фонтанът с делфините е разположен между площад „Свобода“ и Градската градина, до банка ДСК. Композицията „Делфини“ на фонтана е дело на Величко Минеков, автор на мономентални творби, който твори заедно с арх. Иван Николов. Около него са разположени пейки.                                                                         |

### Държавен архив
Държавен архив – Търговище е отдел в дирекция „Регионален държавен архив“ – Варна. Създаден през март 1963 г. Към 1 януари 2017 г. общата фондова наличност на архива възлиза на 1122,55 линейни метра с 2401 фонда (2320 учрежденски и 81 лични) и общ брой 175 552 архивни единици, 3045 частични постъпления и 1665 спомена. Застрахователният фонд се състои от 433 735 кадъра негатив и 433 365 кадъра позитив на микрофилмирани документи. Разположен е на ул. „Клисура“ №13 в квартал „Изток“.

### Библиотека
Регионална библиотека „Петър Стъпов“ е единствената общодостъпна библиотека с универсален фонд на територията на област Търговище. Тя носи името на писателят Петър Стъпов, роден в града. През 1959 г. се преобразува в регионална библиотека с новото административно деление на България, когато Търговище става окръжен център. Библиотеката разполага с модерна база, с 6 читални и предлага близо 330 хиляди тома литература. Изпълнява функциите на съвременен граждански и информационен център със собствена компютърна мрежа.

### Читалище
Образцово народно читалище „Напредък – 1864“ e единственото читалище в града. То е основано през 1864 г. През 2010 г. читалището се наименува на „Напредък – 1864“. В него развиват дейност съставите на: балетна формация „Търговище“, група за стари градски песни „Златни зари“, хор „Родна песен“, детска вокална група „Славейче“, балетна школа, детска музикална школа „Добри Христов“, клубно-кръжочна дейност. Разположено е на площад „Стоян Мавродиев“ № 31.

### Театри

#### Куклен театър
Държавния куклен театър е създаден от група ентусиасти през януари 1961 г. като самодеен състав към читалище „Напредък“. С разпореждане № 49/ 13 февруари 1975 г. от 1 октомври 1975 г. се обособява като Държавен куклен театър. Първата премиера се състои на 15 февруари 1961 г. – постановката „Вълшебният галош“. За 47 години са осъществени и изиграни повече от 160 постановки, пред повече от 2 300 000 зрители в град Търговище, и в над 100 селища в страната и чужбина. В репертоара на театъра присъстват произведения от класически и съвременни автори, от българската и световна куклена драматургия, както и от националния фолклор. Широко е жанровото разнообразие, диапазона на използваните изразни форми и средства, техниките за водене на кукли: от чисто куклен театър зад параван, куклена пантомима с импровизирани кукли, мюзикъл, изпълнения на живо и с кукли в естрадно-вариететен спектакъл, до чисто драматичен такъв. Заглавията се интерпретират актуално и модерно, сценографските решения са разнообразни и силно въздействащи, което определя своеобразния динамичен стил на спектаклите. Разположен е на ул. „Христо Ботев“ № 5. От февруари 2023 г. негов директор е Атанас Димитров.

#### Драматичен театър
Драматичен театър – Търговище е държавен театър, основан в 1969 г., който създава собствена продукция и приема гостуващи трупи. Има собствена зала с 500 места и е домакин на два фестивала: Международен фестивал на спектакли за деца „Вълшебната завеса“, който се провежда ежегодно през първата седмица на месец май, и „Дни на големия театър в малкия град“ през месец юни. Театъра се финансира смесено от Министерството на културата, Общината и собствени приходи. Разположен е на ул. „Георги Бенковски“ №2, срещу Градската градина. От юли 2021 г. негов директор е Владимир Петков.

### Изобразително изкуство
Художествената галерия в града носи името на Никола Маринов и е специализирана в събирането, съхраняването и експонирането на акварели.
В града има Школа за изобразителни изкуства, основната ѝ дейност е обучение на ученици от 5 до 18-годишна възраст, в областта на изобразителните изкуства. Нейните възпитаници са носители на награди от международни конкурси в Япония, Италия, Полша, Северна Македония, Чехия, Германия и др.

### Народни танци
В града функционират професионален ансамбъл „Мизия“ (с професионални танцьори и оркестър), школа „Рождество Христово“ (с групи за деца и възрастни, начинаещи и напреднали), младежки ансамбъл към Обединен детски комплекс (съставен основно от ученици до 8-и клас) и детски ансамбъл „Шарено герданче“ към Младежки дом – Търговище.

### Мажоретки и мажоретни състави
Някои училища имат собствени мажоретни състави, в които участие взимат деца от съответното училище, най-често под формата на свободно избираема подготовка. Търговище разполага и с частен мажоретен състав – мажоретки Flash Търговище, който се състои предимно от ученици до 8-и клас.

### Скаутски клуб „Герил войвода“ (2007 – 2021)
На 6 октомври 2007 г. в Търговище се създава скаутски клуб „Герил войвода“. Създаден по проект, финансиран от Европейския социален фонд до 2009 г., реализиран във 2-ро СУ „Проф. Никола Маринов“. Целта на проекта е насочен към популяризиране на скаутското движение и развитие на личността. Клуба е ръководен от Валентин Княжевич, дългогодишен преподавател по физическо възпитание във 2-ро СУ „Проф. Никола Маринов“ След приключването на проекта скаутски клуб „Герил войвода“ продължава своята дейност, до 2021 г.

## Туризъм
На 30 ноември 1903 г. е учредено първото за града туристическо дружество, наречено „Марина скала“. През 1923 г. се основава дружество „Крумови порти“, а след него – „Орловец“, но те просъществуват твърде кратко. През 1937 г. се стига до създаване на ново дружество, на 12 август 1957 г. то е преименувано на туристическо дружество „Никола Симов“, на знаменосеца на Ботевата чета и символ на града – Никола Симов-Куруто.

## Спорт
Традиционно силни спортове през годините в града са били футбол, автомобилизъм, борба, тенис на маса, спортна стрелба, художествена гимнастика и др. Някои от футболните отбори, които представляват града са: ПФК „Светкавица“, „Боровец“ и „Въбел“.

### Спортни съоръжения
Спортни съоръжения към 2021 г. в Търговище са:
- Площадка за спорт и културен отдих „Стадиончето“
- Ледена пързалка
- Комбинирана площадка за тенис на корт и волейбол
- Баскетболна площадка (на асфалт)
- Комплекс „Неделчо Камов“
- Мотостадион
- Спортна зала „Иван Ангелов“ (до май 2023 г. „Дечко Стефанов“)[80]
- Стадион „Димитър Бурков“
- Площадка за тенис на корт (на асфалт) в жилищен комплекс „Запад 1“
- Комплекс „Учебно-тренировъчен център“
- Работнически спортен комплекс (известен като Работнически стадион)

### Спортни клубове
Спортни клубове към 2021 г. в Търговище са:
- Баскетболен клуб „Светкавица“
- Спортен клуб Бокс/Кик-бокс „Светкавица“
- Спортен клуб Бокс/Кик-бокс „Енерджи“
- Спортен клуб по вдигане на тежести „Светкавица“
- Волейболен клуб „Търговище“
- Спортен клуб по класическа, свободна и самбо борба „Олимпиец“
- Спортен клуб по Карате/Киокушинкай „Ояма“
- Спортен клуб по ловна стрелба „Мисионис – Търговище“
- Спортен клуб по охрана и сигурност „Бодигард секюрити“
- Спортен клуб по спортно ориентиране „Вариант 5“
- Спортен клуб по спортна гимнастика „Торнадо“
- Спортен клуб по спортна гимнастика и акробатика „Светкавица“
- Спортен клуб по спортна стрелба „Светкавица“
- Спортен клуб по тенис на маса „Пътинженеринг – Т Светкавица“
- Спортен клуб по тенис на корт „Тангра – 95“
- Спортен клуб по фитнес, културизъм „Пъмпинг Масълс“
- Спортен клуб по художествена гимнастика „Алегро“
- Спортен клуб по художествена гимнастика „Светкавица – Поляница“
- Спортен клуб по шахмат „Мисионис Търговище“
- „Спортен клуб за развитие: ММА, Бокс, Кикбокс и Муай Тай, Борба, Самбо, Джудо, ММА-Търговище“
- Регионален работнически клуб „Спорт и здраве“
- Футболен клуб „Светкавица – 2014“
- Футболен клуб „Светкавица“
- Спортен клуб по лека атлетика „Мисионис“

## Личности
- Никола Симов (Куруто)
 (1845 – 1876)
- Васил Данаджиев
 (1858 – 1885)
- Марин Касъров
 (1858 – ?)
- Панайот Бърнев
 (1859 – 1934)
- Михаил Радев
 (1865 – 1922)
- Никола Стайчев
 (1880 – 1955)
- Емануил Габровски
 (1888 – 1969)
- Любен Саев
 (1904 – 1993)

## Редовни събития
- 29 януари – Освобождение на Търговище от османско иго[81]
- В средата на месец май всяка година се провежда традиционен панаир „Изложение Търговище“, познат като Пролетен панаир и Изложение на индустриални стоки. Той наследява провеждания през XVIII и XIX век в града Ескиджумайски панаир.[82]
- 14 май е определен през 2015 г. за празник на град Търговище (според решение на Общинския съвет от 27 март 2015 г.).[83] Преди това за празник на града се е смятал 29 януари, когато градът е освободен от османско иго по време на Руско-турската освободителна война (1877 – 1878).[84]